# Radio Man
Radio Man sau Radioman (n. 1951, New York City, New York, SUA) este porecla unui fost om al străzii din New York care a devenit cunoscut datorită celor peste 100 de roluri cameo pe care le-a avut în diferite filme și emisiuni de televiziune. Numele său adevărat este Craig Castaldo (deși acesta utilizează numele Craig Schwartz), dar este cunoscut drept „Radio Man” datorită aparatului radio pe care îl poartă deseori la gât.
Acesta a apărut în serialele 30 Rock și Sub soarele Philadelphiei⁠(d), respectiv în filmele Cârtița, Shutter Island, În căutarea norocului⁠(d), Dragoste și fum⁠(d), Elful, Dragoste cu preaviz⁠(d), Strălucire⁠(d), Preotul, rabinul și fata⁠(d), Godzilla, Negociatorii⁠(d), Un tătic grozav, Domnul Deeds – Moștenitor fără voie⁠(d), Viața secretă a lui Walter Mitty⁠(d), Cealaltă femeie, Trilogia Bourne etc.
Radio Man este celebru în New York și s-au scris articole despre el în The New York Times și New York Daily News. Whoopi Goldberg l-a invitat la ceremonia de decernare a premiilor Oscar pe care a găzduit-o.

## Biografie
Radio Man a crescut în Brooklyn, a activat în armata Statelor Unite și a lucrat pentru serviciul poștal. A rămas fără adăpost timp de aproape un an, dar și-a găsit un loc de muncă la un chioșc de ziare din Manhattan și a obținut o locuință socială⁠(d) în Brooklyn.
Prima sa apariție cameo a avut loc când o echipă de filmare i-a cerut să plece de lângă chioșcul cu ziare, însă acesta a refuzat și apărut în scenă. A început să viziteze diferite platouri de filmare în 1939, primul film fiind Regele pescar. Acesta a reușit să descopere platourile de filmare cu ajutorul șoferilor companiei Teamsters⁠(d) și căutând semnele „Nu parcați” care indicau că urmează să fie turnată o scenă în zona. În anii 1990, a fost arestat și supus unei evaluări medicale timp de 6 luni într-un spital de psihiatrie, dar a continuat să viziteze platourile după eliberare. Din 2004, s-a stabilit în Brooklyn și a câștigat bani atât din vânzarea de autografe, cât și datorită rolurilor sale.
Conform The New York Times, el este membru al Screen Actors Guild⁠(d)și „cunoaște cine, când și unde urmează să fie turnat orice film în New York”. În calitate de actor, Radio Man interpretează de obicei rolul unei persoane fără adăpost sau a unei persoane neîngrijite.

## Film documentar
Un film documentar despre acesta intitulat Radioman a fost lansat în aprilie 2012, având premiera la festivalul de film documentar Hot Docs⁠(d) din Toronto. În distribuția sa sunt actori celebri precum Tom Hanks, Robin Williams, Meryl Streep, George Clooney, Josh Brolin, Johnny Depp, Matt Damon, Ricky Gervais, James Gandolfini, Robert Downey Jr., Jude Law, Whoopi Goldberg, Helen Mirren, Tilda Swinton, Alfred Molina, Ron Howard, Shia LaBeouf și Tina Fey. Radioman a fost prezent la prezentarea filmului și a participat la sesiunile de întrebări și răspunsuri. El a declarat că Robin Williams era actorul său preferat, iar dintre toți regizorii cu care a lucrat, acesta îl preferă pe Martin Scorsese.

## Filmografie
| An   | Titlu                           | Regizor            | Rol                         | Note |
| ---- | ------------------------------- | ------------------ | --------------------------- | ---- |
| 1991 | The Fisher King                 | Terry Gilliam      | El însuși                   |      |
| 1996 | Ransom                          | Ron Howard         | El însuși                   |      |
| 1997 | Donnie Brasco                   | Mike Newell        | El însuși                   |      |
| 1998 | Godzilla                        | Roland Emmerich    | El însuși                   |      |
| 1998 | The Siege                       | Robert Zwicks      | N/A (cascadorii)            |      |
| 2000 | Keeping The Faith               | Edward Norton      | El însuși                   |      |
| 2000 | Little Nicky                    | Steven Brill       | El însuși (scene eliminate) |      |
| 2000 | Miss Congeniality               | Donald Petrie      | El însuși                   |      |
| 2001 | Glitter                         | Vondie Curtis-Hall | El însuși                   |      |
| 2001 | Zoolander                       | Ben Stiller        | El însuși                   |      |
| 2002 | Spider-Man                      | Sam Raimi          | El însuși                   |      |
| 2002 | Mr. Deeds                       | Steven Brill       | El însuși                   |      |
| 2002 | Two Weeks Notice                | Marc Lawrence      | El însuși                   |      |
| 2003 | Elf                             | Jon Favreau        | El însuși                   |      |
| 2003 | How To Lose A Guy In 10 Days    | Donald Petrie      | El însuși                   |      |
| 2004 | Jersey Girl                     | Kevin Smith        | El însuși                   |      |
| 2004 | The Bourne Supremacy            | Paul Greengrass    | El însuși                   |      |
| 2005 | Romance & Cigarettes            | John Turturro      | El însuși                   |      |
| 2006 | Just My Luck                    | Donald Petrie      | El însuși                   |      |
| 2006 | The Departed                    | Martin Scorsese    | El însuși                   |      |
| 2007 | Spider-Man 3                    | Sam Raimi          | El însuși                   |      |
| 2007 | Enchanted                       | Kevin Lima         | El însuși                   |      |
| 2010 | Shutter Island                  | Martin Scorsese    | El însuși                   |      |
| 2010 | Wall Street: Money Never Sleeps | Oliver Stone       | El însuși                   |      |
| 2011 | Tower Heist                     | Brett Ratner       | El însuși                   |      |
| 2012 | Rhymes With Banana              | Peter Hutchings    | El însuși                   |      |
| 2013 | Blood Ties                      | Guillaume Canet    | El însuși                   |      |
| 2013 | Radio Man                       | Mary Kerr          | El însuși                   |      |
| 2013 | The Secret Life of Walter Mitty | Ben Stiller        | El însuși                   |      |
| 2014 | The Other Woman                 | Nick Cassavetes    | El însuși                   |      |
| 2015 | Ovum                            | Matt Ott           | El însuși                   |      |
| 2016 | The Comedian                    | Taylor Hackford    | El însuși                   |      |
| 2019 | Nighthawks                      | Grant S. Johnson   | El însuși                   |      |
| 2019 | The Irishman                    | Martin Scorsese    | El însuși                   |      |